# Schizopteridae
Schizopteridae Reuter, 1891, è una famiglia di Insetti dell'ordine dei Rincoti Eterotteri. Rappresenta il gruppo sistematico più numeroso della superfamiglia Dipsocoroidea (Dipsocoromorpha).

## Descrizione e biologia
La famiglia comprende insetti di dimensioni molto piccole, con corpo lungo 1-2 mm, in genere marcatamente convesso o, meno frequentemente, appiattito.
Il capo, in genere provvisto di ocelli, ha antenne composte di 4 articoli, di cui i due basali sono corti. Il rostro si compone di 2-4 segmenti. Il torace mostra un marcato sviluppo delle pleure del protorace, fino a ricoprire la parte ventrale del capo e le coxe. Le zampe hanno tarsi formati da 2 o 3 segmenti, secondo il sesso e il segmento toracico a cui sono associate; quelle posteriori sono di tipo saltatorio. Le armature genitali maschili sono asimmetriche, l'ovopositore delle femmine può essere ben sviluppato oppure ridursi fino a scomparire; in alcune specie è asimmetrico.
Le conoscenze relative a questa famiglia sono limitate; si ritiene che gli Schizopteridi siano predatori a spese di piccoli Invertebrati. Sono in generale associati ad ambienti forestali, di varia natura, di cui popolano il suolo e la lettiera. Alcune specie sono citate come mirmecofile o termitofile in quanto rinvenute in nidi di formiche o in termitai.

## Sistematica
La famiglia è la più vasta fra i Dipsocoromorfi, comprendendo circa 220 specie ripartite fra oltre 40 generi, ma si ipotizza che il numero complessivo di specie superi il migliaio .
Gli Schizopteridi si suddividono in tre sottofamiglie, denominate rispettivamente Hypselosomatinae, Ogeriinae e Schizopterinae, con il genere Dictyonannus classificato come Incertae sedis.